# Pensionskasse Thurgau
Die Pensionskasse Thurgau (PKTG) mit Sitz in Kreuzlingen ist eine selbständige Schweizer Vorsorgeeinrichtung. Sie versichert das Staatspersonal des Kantons Thurgau, die Lehrkräfte der thurgauischen Volksschulen und Kindergärten sowie die Mitarbeiter der ihr angeschlossenen Arbeitgeber im Rahmen der 2. Säule. 
Die Pensionskasse Thurgau ging 2006 aus dem Zusammenschluss der 1827 gegründeten Thurgauischen Lehrerpensionskasse und der 1919 gegründeten Pensionskasse des Thurgauischen Staatspersonals hervor und ist eine selbständige öffentlich-rechtliche Anstalt. Per Ende 2008 waren ihr insgesamt 9'367 aktiv Versicherte sowie 2'889 Rentenbezüger angeschlossen. Die Vermögensanlagen beliefen sich auf rund 2 Milliarden Schweizer Franken.

## Rechtsgrundlagen
Die gesetzlichen Grundlagen bilden das Bundesgesetz über die berufliche Alters-, Hinterlassenen- und Invalidenvorsorge (BVG), das Bundesgesetz über die Freizügigkeit in der beruflichen Alters-, Hinterlassenen- und Invalidenvorsorge (Freizügigkeitsgesetz, FZG), die dazugehörigen Verordnungen sowie die Pensionskassenverordnung des Grossen Rates. Zu den Rechtsgrundlagen zählen zudem die Reglemente der Pensionskasse Thurgau.

## Organisation
Die Verwaltung der Pensionskasse Thurgau obliegt der zwölfköpfigen Pensionskassenkommission. Diese setzt sich paritätisch aus je sechs Arbeitgeber- und Arbeitnehmervertreter zusammen und wird von der 50-köpfigen Delegiertenversammlung jeweils auf vier Jahre gewählt. Das operative Tagesgeschäft wird vom Geschäftsführer geleitet.